# نادر نور الدين (كاتب)
نادر نور الدين محمد هو كاتب، وصحفي، وأكاديمي مصري، وخبير دولي في الغذاء والحبوب، ولد في الرابع عشر من فبراير عام 1955، وحصل على بكالوريوس الزراعة مع مرتبة الشرف من كلية الزراعة بجامعة القاهرة عام 1977، ثمّ عُين معيدًا بالكلية، وحصل على درجة الماجستير عام 1983، ثم نال درجة الدكتوراه عام 1988، وتدرّج في المناصب الأكاديمية فأصبح أستاذاً مساعدًا بكلية الزراعة بجامعة القاهرة عام 1993، ثم أستاذًا للموارد المائية بالكلية عام 2001، ثم عُين مستشارًا ثقافيًّا في السفارة المصرية بدولة الكويت ما بين عامي 2001 - 2004، ثم مستشارًا لوزير التموين والتجارة الداخلية المصري بهيئة السلع التموينية عام 2005، وهو عضو بالجمعية العامة للشركة القابضة للصناعات الغذائية، وعضو بالمجالس القومية المتخصصة شعبة الزراعة والري.

## أعماله ومؤلفاته
كتب نادر نور الدين العديد من المقالات بعدد من الصحف المصرية مثل صحيفة المصري اليوم، وصحيفة الأهرام العربي، وغيرها، إلى جانب عددًا من المؤلفات، والدراسات الأكاديمية المنشورة، ومنها:
- تغيرات المناخ وأثارها على القطاع الزراعي والأمن الغذائي العربي
- موسوعة الإنتاج العالمي من الأغذية التقليدية والعضوية والمحورة وراثياً وإنعكاساتها على الأمن الغذائي
- دول حوض النيل بين الإستغلال والتعاون والصراع: صدر عام 2011.[2]
- الوقود الحيوي ومستقبل إنتاجه في مصر والعالم: صدر عام 2009 عن الهيئة المصرية العامة للكتاب بالقاهرة.[3]
- أزمات الغذاء العالمية وإنعكاساتها على السياسة الزراعية المصرية: صدر عام 2009.
- موارد دول حوض النيل المائية والأرضية ومستقبل التعاون والصراع في المنطقة: صدر عام 2011.
- إعادة هيكلة أسواق التجزئة في مصر
- المبيدات والهرمونات وصحة الإنسان
- الموارد المائية والأرضية لدول حوض النيل
- مصر ودول منابع النيل الحياة والمياه والسدود والصراع: صدر عام 2014 عن دار نهضة مصر للطبع والنشر بالقاهرة.[4]
- استصلاح وتحسين الأراضي: صدر عام 2020 عن مكتبة جزيرة الورد بالقاهرة.[5]